# اینوسنت ملکم
اینوسنت ملکم (انگلیسی: Innocent Melkam؛ زادهٔ ۲۶ مهٔ ۱۹۸۱) بازیکن فوتبال اهل نیجریه است.
از باشگاه‌هایی که در آن بازی کرده‌است می‌توان به باشگاه فوتبال کارلسروهه اشاره کرد.